# نوع‌دوستی (اخلاق)
در فلسفه اخلاق، نوع‌دوستی یا دیگردوستی (که به آن اخلاق نوع‌دوستی و نوع‌دوستی اخلاقی نیز گفته می‌شود) نگرانی عاری از خودخواهی برای دیگران را نوع دوستی نامیده اند نوع‌دوستی یک آموزه اخلاقی است که معتقد است ارزش اخلاقی اعمال یک فرد صرفاً، صرف نظر از پیامدهای آن بر فرد، به تأثیر آن بر افراد دیگر بستگی دارد. خود جیمز فیزر حکم نوع‌دوستی را چنین بیان می‌کند:

نگرانی عاری از خودخواهی برای دیگران را نوع دوستی نامیده اند در روانشناسی مثبت‌گرا، نوع‌دوستی و محبت بی‌چشم‌داشت به دیگران یکی از فضایل انسانی است که باید برای پرورش و تقویت آن تلاش کرد. نوع‌دوستی یعنی برای ارتقاء رفاه شخصی دیگر حتی با وجود خطر یا هزینه برای خودمان، اقدام کنیم. نوع‌دوستی شامل طیف گسترده‌ای از رفتارهاست و زندگی روزمره سرشار از اعمال کوچک نوع‌دوستانه؛ از قربانی کردن زندگی برای نجات دیگران، پول دادن به خیریه‌ها یا داوطلب شدن در یک امر انسانی و حتی به سادگی اینکه چند ثانیه در را برای یک غریبه باز نگه داریم. نوع‌دوستی یعنی نگرانی برای رفاه و سلامت افراد دیگر. اغلب این رفتارها غیرخودخواهانه و بدون هیچ‌گونه انتظار پاداشی انجام می‌شود. انجام کارها صرفاً به دلیل تمایل به کمک و نه به دلیل احساس وظیفه، وفاداری یا دلایل مذهبی انجام می شود.
«در صورتی که پیامدهای آن عمل برای همه به جز عامل، مساعدتر از نامطلوب بودن عمل باشد، اخلاقاً درست است».
نسخهٔ نوع‌دوستی آگوست کنت خواستار زندگی به خاطر دیگران است. کسی که به هر یک از این اخلاقیات پایبند باشد، به عنوان «نوع‌دوست» (دیگردوست) شناخته می‌شود.